# Cuatro Caminos
Cuatro Caminos – stacja metra w Madrycie, na linii 1, 2 i 6. Znajduje się na granicy dzielnic Tetuán i Chamberí, w Madrycie i zlokalizowana jest pomiędzy stacjami Alvarado, Ríos Rosas (linia 1), Canal (linia 2) oraz Nuevos Ministerios i Guzmán el Bueno. Została otwarta 17 października 1919.

## Przypisy

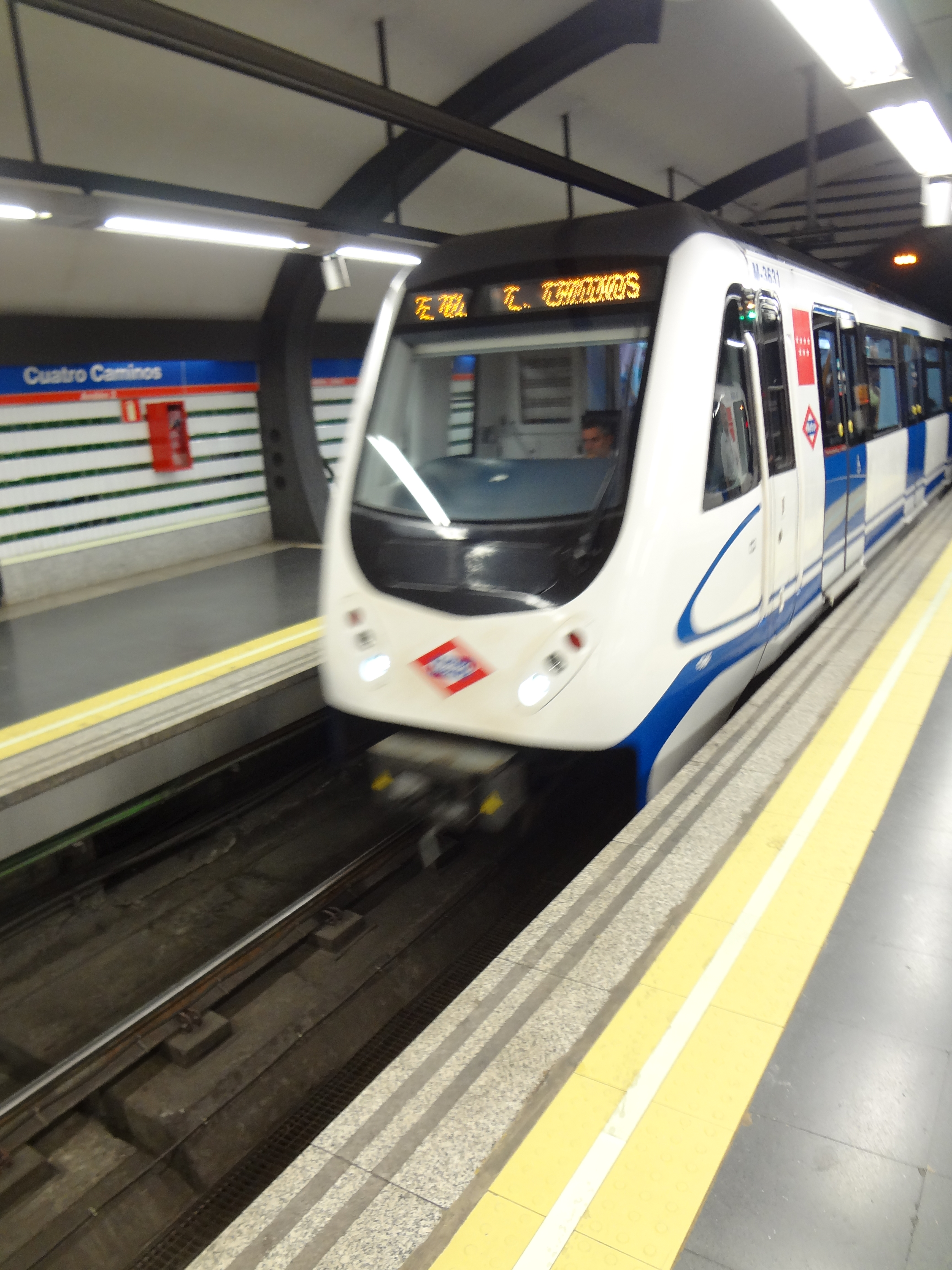
Cuatro Caminos (metro w Madrycie)